# Episodi di Get Smart (terza stagione)
La terza stagione della serie televisiva Get Smart è stata trasmessa in anteprima negli Stati Uniti d'America dalla NBC tra il 16 settembre 1967 e il 6 aprile 1968. 
L'episodio 24 fu riportato dalle guide televisive italiane con il titolo Operazione Vapoforno, ma il titolo sovraimpresso durante la sigla dell'episodio, nelle messe in onda degli anni 80 e 90, era Agente Q, con un carattere tipografico differente rispetto agli altri episodi della medesima stagione. A partire dalle repliche mandate in onda dal 2020 su 7 Gold e Donna TV, l'episodio va in onda senza alcun titolo sovraimpresso.
La serie in Italia andò in onda integralmente fra il 1986 e il 1996 su TMC Rede Globo. Gli episodi attualmente in distribuzione e trasmessi sono solo 3x04, 3x05, quelli da 3x07 e 3x10 e fra 3x20 e 3x26. 
| nº | Titolo originale               | Titolo italiano                     | Prima TV USA      | Prima TV Italia |
| -- | ------------------------------ | ----------------------------------- | ----------------- | --------------- |
| 1  | The Spy Who Met Himself        | La spia che uccise se stessa        | 16 settembre 1967 |                 |
| 2  | Viva Smart                     | Viva Smart                          | 23 settembre 1967 |                 |
| 3  | Witness for the Persecution    | Testimone d'accusa                  | 7 ottobre 1967    |                 |
| 4  | The Spirit Is Willing          | Lo spirito lo vuole                 | 14 ottobre 1967   |                 |
| 5  | Maxwell Smart, Private Eye     | Maxwell Smart investigatore privato | 21 ottobre 1967   |                 |
| 6  | Supersonic Boom                | Bomba a ultrasuoni                  | 28 ottobre 1967   |                 |
| 7  | One of Our Olives Is Missing   | Alla ricerca dell'oliva perduta     | 4 novembre 1967   |                 |
| 8  | When Good Fellows Get Together | Un amico vale un tesoro             | 18 novembre 1967  |                 |
| 9  | Dr. Yes                        | Il dottor Yes                       | 25 novembre 1967  |                 |
| 10 | That Old Gang of Mine          | La vecchia banda                    | 2 dicembre 1967   |                 |
| 11 | The Mild Ones                  | Gli sfasati                         | 9 dicembre 1967   |                 |
| 12 | Classification: Dead           | Ufficialmente deceduto              | 23 dicembre 1967  |                 |
| 13 | The Mysterious Dr. T           | Il misterioso Dottor T              | 30 dicembre 1967  |                 |
| 14 | The King Lives                 | Il re vive                          | 6 gennaio 1968    |                 |
| 15 | The Groovy Guru                | Il Groovy Guru                      | 13 gennaio 1968   |                 |
| 16 | The Little Black Book (Part 1) | L'agendina nera, prima parte        | 27 gennaio 1968   |                 |
| 17 | The Little Black Book (Part 2) | L'agendina nera, seconda parte      | 3 febbraio 1968   |                 |
| 18 | Don't Look Back                | Non guardare indietro               | 10 febbraio 1968  |                 |
| 19 | 99 Loses Control               | 99 perde il controllo               | 17 febbraio 1968  |                 |
| 20 | The Wax Max                    | Fucile a canna storta               | 24 febbraio 1968  |                 |
| 21 | Operation Ridiculous           | Operazione Ridicolo                 | 2 marzo 1968      |                 |
| 22 | Spy, Spy, Birdie               | Spia, spia, uccellaccio             | 9 marzo 1968      |                 |
| 23 | Run, Robot, Run                | Corri, Robot, corri                 | 16 marzo 1968     |                 |
| 24 | The Hot Line                   | Agente Q (o "Operazione Vapoforno") | 23 marzo 1968     |                 |
| 25 | Die, Spy                       | Una pallina da ping pong            | 30 marzo 1968     |                 |
| 26 | The Reluctant Redhead          | La rossa che non ci stava           | 6 aprile 1968     |                 |